# Бондаренко, Михаил Маркович
Михаи́л Ма́ркович Бондаре́нко (18 ноября 1905, с. Самбек, Область Войска Донского — 19 июня 1938, Ростов-на-Дону) — советский государственный и партийный деятель, второй секретарь Таганрогского горкома ВКП(б) с 1935 по 1937 год.

## Биография
Родился 18 ноября 1905 года в селе Самбек Таганрогского округа, в бедной крестьянской семье. В 16 лет, после смерти отца, чтобы прокормить семью — двух младших братьев и мать, устроился разнорабочим на Таганрогский металлургический завод. Учился на вечернем рабфаке. Стал электриком, помощником сталевара.
В 1924 году вступил в комсомол.
В 1926 году избран секретарём заводской комсомольской организации.
В 1927 году стал членом ВКП(б) и был направлен Северо-Кавказским крайкомом ВКП(б) секретарём окружкома комсомола во Владикавказ.
В 1929 году получил направление на учёбу в Москву в коммунистический университет.
В 1931 году вернулся в Таганрог, избран председателем завкома партии Таганрогского0 металлургического завода.
В 1933 году новый первый секретарь Таганрогского горкома ВКП(б) С. Х. Варданиан обратил внимание на перспективного молодого работника и рекомендовал его секретарём парткома Таганрогского кожевенного завода.
В 1933 году горком рекомендовал его секретарём парткома на одно из крупнейших предприятий Таганрога — завод «Красный котельщик».
В 1934 году рекомендован и единогласно избран секретарём парткома Авиационного «номерного» завода — № 31.
В 1935 году по настоянию первого секретаря Таганрогского горкома ВКП(б) С. Х. Варданиана стал вторым секретарём Таганрогского горкома ВКП(б), курировал промышленность города Таганрога.
В 1930-е годы активно выступал в партийной печати как журналист.
Вскоре постановлением Азово-Черноморского крайкома ВКП(б) и по распоряжению первого секретаря Азово-Черноморского крайкома ВКП(б), члена ЦК ВКП(б) Б. П. Шеболдаева назначен инструктором Азово-Черноморского крайкома ВКП(б), однако по настоятельной просьбе М. М. Бондаренко Шеболдаев вернул его в Таганрог на должность второго секретаря Таганрогского горкома ВКП(б).
После ареста С. Х. Варданиана в 1936 году подал заявление новому первому секретарю Таганрогского горкома ВКП(б) Л. И. Пугачевскому с просьбой освободить его от обязанностей второго секретаря, так как считал себя не вправе исполнять обязанности второго секретаря горкома, пока не выяснится «дело с С. Х. Варданианом». Был переведён на хозяйственную работу, где трудился до декабря 1937 года.
6 декабря 1937 года был арестован, перевезён в Ростовскую тюрьму и по «делу Варданиана» по 58 статье приговорён к высшей мере наказания — расстрелу.

Военная коллегия Верховного суда СССР решением от 12 декабря 1956 года за № 4н-021388/56 пересмотрела дело по обвинению Бондаренко Михаила Марковича.
Приговор Военной Коллегии от 19 июня 1938 года в отношении Бондаренко М. М. по вновь открывшимся обстоятельствам отменен и дело за отсутствием состава преступления прекращено. Реабилитирован посмертно.

ПРЕДСЕДАТЕЛЬСТВУЮЩИЙ СУДЕБНОГО СОСТАВА ВОЕННОЙ КОЛЛЕГИИ ВЕРХОВНОГО СУДА СССР ПОЛКОВНИК ЮСТИЦИИ. (А. КОСТРОМИН)
В 1957 году Таганрогский горком ВКП(б) (КПСС) по заявлению сына И. М. Бондаренко восстановил М. М. Бондаренко в рядах КПСС посмертно.

## Семья
- Сын — Бондаренко, Игорь Михайлович (1927—2014) — советский и российский писатель.

## Память
- 31 мая 2015 года на фасаде дома по адресу Петровская, 37 в рамках проекта «Последний адрес» был открыт информационный знак в память о том, что в этом доме до 6 декабря 1937 года вместе со своей семьёй проживал Михаил Маркович Бондаренко, и именно этот дом стал для него «последним адресом» в жизни[3][4]. В открытии участвовали основатель проекта «Последний адрес» Сергей Пархоменко[5], депутат областной думы Олег Кобяков[5], председатель Совета регионального отделения Всероссийского общества охраны памятников истории и культуры Александр Кожин[6], жители окрестных домов и многочисленные журналисты.
- Страница памяти на сайте жертв репрессий